# サウス・エンド・グラウンズ
サウス・エンド・グラウンズ（South End Grounds）は、アメリカのマサチューセッツ州ボストンにかつて存在した野球場である。現在のMLBアトランタ・ブレーブスの前身球団の本拠地だった。

## 球場の歴史

### 初代
1871年、初のプロ野球リーグナショナル・アソシエーションが誕生し、ボストンにもレッドストッキングスというチームが誕生。レッドストッキングスの本拠地として5月16日にサウス・エンド・グラウンズが開場した。
ナショナル・アソシエーションが1875年限りで解散すると、翌年からチームはナショナルリーグへ移籍。チーム名をレッドキャップス（1876年～1882年）→ビーンイーターズ（1883年～）と変えながら、1887年まで初代サウス・エンド・グラウンズでプレーした。
9月10日に1887年シーズンの試合が終わると、新しい球場に造り替えるため、初代サウス・エンド・グラウンズは解体された。

### 2代目
2代目のサウス・エンド・グラウンズは翌1888年5月25日に開場。2本の小塔で飾られた巨大な2階建てのグランドスタンドがホームベース裏にそびえ立ち、さらに左右両ファウルライン沿いと右中間にも屋根なしの観客席が設置された2代目サウス・エンド・グラウンズは、当時としてはかなり壮大な球場だった。収容人数は6,800人。
1894年5月15日、右中間観客席の下で子供が火遊びをしていたところからどんどん火が燃え広がり、球場とその他117棟もの建物が焼失する大火災に発展。ビーンイーターズはコングレス・ストリート・グラウンズを仮本拠地にして日程を消化しつつ、急いで新球場の建設に取りかかった。

### 3代目
新球場は2代目サウス・エンド・グラウンズの焼け跡に10週間をかけて建設され、7月20日に開場した。前球場が保険に加入していなかったために資金が不足し、完成した3代目サウス・エンド・グラウンズは前球場よりスケールダウンしたものとなった。外野の広さは、左翼：250フィート（約76.2メートル）、左中間：445フィート（約135.6メートル）、中堅：440フィート（約134.1メートル）、右中間：440フィート、右翼：255フィート（約77.7メートル）。
ビーンイーターズはその後ダブス（1907年～1910年）→ラスラーズ（1911年）→ブレーブス（1912年～）とチーム名を変えながら1914年までサウス・エンド・グラウンズでプレーした。
同じボストンに本拠地を置くレッドソックスが1912年、鋼鉄とコンクリートで造られた新球場フェンウェイ・パークへ移転。これに触発されたブレーブスオーナーのジェームス・ガフニーが新球場建設を決め、1915年3月20日に建設を開始。ブレーブスは1915年のシーズン前半戦は、フェンウェイ・パークを間借りしてプレー。後半戦からは完成した新球場ブレーブス・フィールドへ移転した。  